# Juan Moore
Juan José Moore (ur. 29 kwietnia 1879, zm. ?) – argentyński piłkarz, grający podczas kariery na pozycji napastnika.

## Kariera klubowa
Juan Moore piłkarską karierę rozpoczął w Lobos AC w 1899. Z Lobos zdobył wicemistrzostwo Argentyny w 1899. W latach 1900–1907 występował Alumni AC. Z Alumni sześciokrotnie zdobył mistrzostwo Argentyny w 1900, 1902, 1903, 1905, 1906 i 1907.
Potem występował jeszcze w Quilmes Atlético Club.

## Kariera reprezentacyjna
W reprezentacji Argentyny Moore występował w latach 1902-1905. W reprezentacji zadebiutował 20 lipca 1902 w wygranym 6-0 meczu z Urugwajem, którym był pierwszym meczem reprezentacji Argentyny w historii. pełnił w tym meczu funkcję kapitana.
Ostatni raz w reprezentacji Buchanan wystąpił 15 sierpnia 1905 w zremisowanym 0-0 meczu z Urugwajem, którego stawką była Copa Lipton. Ogółem w barwach albicelestes Moore wystąpił 3 razy, we wszystkich meczach pełniąc funkcję kapitana.
| Mecze i gole w reprezentacji | Mecze i gole w reprezentacji | Mecze i gole w reprezentacji | Mecze i gole w reprezentacji | Mecze i gole w reprezentacji | Mecze i gole w reprezentacji | Mecze i gole w reprezentacji |
| #                            | Data                         | Miasto                       | Przeciwnik                   | Gol                          | Wynik                        | Rozgrywki                    |
| ---------------------------- | ---------------------------- | ---------------------------- | ---------------------------- | ---------------------------- | ---------------------------- | ---------------------------- |
| 1.                           | 20.07.1902                   | Montevideo                   | Urugwaj                      |                              | 6:0                          | mecz towarzyski              |
| 2.                           | 13.09.1903                   | Buenos Aires                 | Urugwaj                      |                              | 2:3                          | mecz towarzyski              |
| 3.                           | 15.08.1905                   | Montevideo                   | Urugwaj                      |                              | 0:0                          | Copa Lipton                  |